# Мид, Артур Веси, 5-й граф Клануильям
Артур Веси Мид, 5-й граф Клануильям (англ. Arthur Vesey Meade, 5th Earl of Clanwilliam; 14 января 1873 — 23 января 1953) — британский пэр, военный и политик. Он носил титул учтивости — лорд Донор с 1905 по 1907 год.

## Происхождение и образование
Родился 14 января 1873 года в графстве Даун в Ирландии. Второй сын адмирала флота Ричарда Мида, 4-го графа Клануильяма (1832—1907), и его жены Элизабет Кеннеди (? — 1925), дочери сэра Артура Кеннеди. Он получил образование в Итонском колледже в 1887—1890 годах.

## Военная карьера
Артур Мид поступил на службу в Королевскую конную гвардию. С началом Второй англо-бурской войны он служил со своим полком в Южной Африке, получив чин капитана в 1900 году. Он упоминался в депешах (31 марта 1900 года) и был тяжело ранен. В начале 1902 года он был прикомандирован на службу в 30-й батальон «Имперский йоменри» в качестве заместителя командира с временным званием майора. Батальон покинул Саутгемптон и направился в Южную Африку в начале мая, но прибыл после окончания боевых действий в июне. В октябре 1902 года Артур Мид вернулся из Южной Африки в Англию. После непродолжительного пребывания в Индии в качестве дополнительного адъютанта при вице-короле лорде Керзоне он вернулся в Англию в 1904 году и служил адъютантом Королевской конной гвардии до 1907 года, вышел в отставку и стал капитаном офицерского резерва.
После смерти своего старшего брата в 1905 году он носил титул лорда Донора. 4 августа 1907 года после смерти своего отца Артур Мид унаследовал титулы  5-го графа Клануильяма ,  5-го виконта Клануильяма в графстве Типперэри, 3-го барона Клануильяма из графства Типперэри,  5-го барона Гилфорда из Гилфорда в графстве Даун и  8-го баронета Мида из Баллинтаббера в графстве Корк.

## Дальнейшая жизнь
После выхода на пенсию лорд Клануильям делил свое время между своей собственностью в Ирландии (Монтальто, Баллинахинч, графство Даун) и Лондоном. Когда в 1914 году началась Первая мировая война, он вернулся в армию и с отличием служил во Франции со своим полком с 1915 по 1919 год, был упомянут в депешах и получил Военный крест. 
Во время Второй мировой войны лорд Клануильям какое-то время был бесплатным помощником кнута в Палате лордов с местом в передней скамье. Хотя он не очень часто выступал в верхней палате, он был ценным членом комитетов как в качестве председателя, так и в качестве члена.

## Семья
27 апреля 1909 года лорд Клануильям женился на Мюриэль Мэри Темпл Стивенсон (28 ноября 1876 — 2 июня 1952), дочери Рассела Мола Стивенсона и Хелен Гвендолин Роуэн-Гамильтон, вдове достопочтенного Оливера Говарда. У супругов родились один сын и две дочери:
- Леди Мэри Энн Селина Мид (16 февраля 1910 — 26 июля 1965), 1-й муж с 1934 года полковник Роберт Артур Хермон (развод в 1946), 2-й муж с 1946 года подполковник Фрэнк Стэнли-Кларк, 3-й муж с 1954 года Дэвид Беквит Родд. Все три брака были бездетными.
- Леди Элизабет Луиза Маргарет Мид (род. 18 апреля 1911), в 1933 году она вышла замуж за подполковника Чарльза Ранкина Скотта, от брака с которым у неё было двое сыновей.
- Джон Чарльз Эдмунд Карсон Мид, 6-й граф Клануильям (6 июня 1914 — 30 марта 1989).

Лорд Клануильям умер 23 января 1953 года в своем доме в Бэгшоте, графство Суррей.